# Agglomerato (edilizia)
Si definisce agglomerato un materiale edile composto da materiale  lapideo frammentato meccanicamente e miscelato con una sostanza legante in modo da renderlo compatto e sagomato lastre, piastrelle ed altri elementi architettonici. Gli agglomerati trovano ampio impiego sia nell'edilizia residenziale che in quella pubblica e per uffici.
La produzione industriale e l'utilizzo diffuso di agglomerati sono in funzione di problemi di ordine essenzialmente economico. Rispetto ai marmi e ai graniti, il materiale lapideo utilizzato in campo edilizio, i vantaggi sono indubbi:
- Più ampie possibilità di reperimento. Mentre i marmi e i graniti devono avere ben precise caratteristiche di ordine estetico e meccanico per l'utilizzo diretto sotto forma di elementi architettonici, per la produzione di agglomerati è sufficiente il materiale in frammenti, ricavabile anche da rocce fratturate o con caratteristiche meccaniche insufficienti per la lavorazione in blocchi e lastre.
- Caratteristiche meccaniche migliori e determinabili con maggiore sicurezza rispetto al materiale lapideo naturale.
- Caratteristiche estetiche più controllabili e potenzialmente più variate rispetto ai marmi e graniti naturali (maggiore uniformità di colore e grana e nuove soluzioni estetiche dalla mescolanza di materiali diversi).
- Costi più contenuti.

## Processo produttivo
Il materiale lapideo viene ridotto in frammenti di varia granulometria, con dimensioni che possono variare da alcuni centimetri a pochi micron. I granulati di marmo così ottenuti vengono immessi in apposite macchine miscelatrici e mescolati con sostanze leganti (generalmente  resine  polimeriche o miscele  cementizie. Vengono aggiunti anche additivi, come catalizzatori e acceleranti per facilitare il consolidamento della miscela, e sostanze coloranti, come ad esempio ossidi metallici, per correggere le caratteristiche cromatiche.
L'aria deve essere estratta completamente dalla miscela, per evitare la formazione di bolle che possono compromettere le caratteristiche estetiche e di resistenza meccanica del prodotto finale. 
Per questo l'impasto risultante, posto in appositi contenitori, viene introdotto in una camera sottovuoto dove è vibrato e compresso. Durante questo processo di compattazione, la massa di materiale assume le dimensioni finali del blocco.